# Juan Sánchez Camero
|  | Aquest article tracta sobre el ciclista espanyol professional entre 1964 - 66. Si cerqueu el ciclista espanyol professional entre 1962 - 66, vegeu «Juan Sánchez García». |

Juan Sánchez Camero o Gamero (Quesada, Província de Jaén, 21 de juny de 1936) va ser un ciclista espanyol que fou professional entre 1964 i 1966. És el pare del també ciclista Antonio Sánchez García. Com a amateur va participar en els Jocs Olímpics de Roma de 1960 i als Jocs del Mediterrani de 1959, on va guanyar la medalla d'or a la prova en ruta.

## Palmarès
- 1959
  - Medalla d'or als Jocs del Mediterrani
  - 1r a la Volta a Castella

### Resultats a la Volta a Espanya
- 1965. Abandona
- 1966. 35è de la classificació general